# Gracilimesus tropicalis
Gracilimesus tropicalis är en kräftdjursart som först beskrevs av Menzies 1962.  Gracilimesus tropicalis ingår i släktet Gracilimesus och familjen Ischnomesidae. Inga underarter finns listade i Catalogue of Life.